# Rubén Anguiano
Rubén Anguiano (* 17. November 1950 in Mexiko-Stadt; † 28. September 2020) war ein mexikanischer Fußballspieler, der vorwiegend im Mittelfeld agierte.

## Laufbahn
Anguiano begann seine Profikarriere 1971 beim CD Zacatepec und wechselte 1975 zu Universidad de Guadalajara, mit denen er in den Spielzeiten 1975/76 und 1976/77 zweimal in Folge Vizemeister der mexikanischen Liga wurde.
1979 wechselte er in seine Heimatstadt, wo er bis 1985 beim Club Atlante unter Vertrag stand. 1983 gewann er mit den Atlantistas den CONCACAF Champions’ Cup.
Zwischen 1974 und 1979 absolvierte Anguiano insgesamt zehn Länderspieleinsätze für die mexikanische Nationalmannschaft.

## Erfolge
- CONCACAF-Champions’-Cup-Sieger: 1983 (mit Atlante)
- Mexikanischer Vizemeister: 1976 und 1977 (mit UdeG)